# Savannah (Tennessee)
Savannah és una població dels Estats Units a l'estat de Tennessee. Segons el cens del 2000 tenia 6.917 habitants.

## Demografia
Segons el cens del 2000, Savannah tenia 6.917 habitants, 2.915 habitatges, i 1.862 famílies. La densitat de població era de 466,1 habitants/km².
Dels 2.915 habitatges en un 27,9% hi vivien nens de menys de 18 anys, en un 45,3% hi vivien parelles casades, en un 15% dones solteres, i en un 36,1% no eren unitats familiars. En el 32,8% dels habitatges hi vivien persones soles el 15,8% de les quals corresponia a persones de 65 anys o més que vivien soles. El nombre mitjà de persones vivint en cada habitatge era de 2,25 i el nombre mitjà de persones que vivien en cada família era de 2,83.
Per edats la població es repartia de la següent manera: un 22,4% tenia menys de 18 anys, un 8,6% entre 18 i 24, un 24,3% entre 25 i 44, un 24% de 45 a 60 i un 20,7% 65 anys o més.
L'edat mediana era de 41 anys. Per cada 100 dones de 18 o més anys hi havia 79,7 homes.
La renda mediana per habitatge era de 22.779 $ i la renda mediana per família de 29.771 $. Els homes tenien una renda mediana de 26.311 $ mentre que les dones 20.219 $. La renda per capita de la població era de 15.101 $. Entorn del 20,7% de les famílies i el 23,9% de la població estaven per davall del llindar de pobresa.

## Poblacions més properes
El següent diagrama mostra les poblacions més properes.